# La Prison du viol
Pour plus de détails, voir Fiche technique et Distribution.
La Prison du viol (Jackson County Jail) est un film américain de Michael Miller sorti en 1976.

## Synopsis
Injustement emprisonnée dans une petite ville du sud des États-Unis et violée par un policier, une jeune femme parvient à s'enfuir avec son compagnon de cellule.

## Fiche technique
- Titre original : Jackson County Jail
- Titre français : La Prison du viol
- Réalisation : Michael Miller
- Scénario : Donald Stewart
- Producteur : Jeff Begun
- Producteur exécutif : Roger Corman
- Directeur de la photographie : Bruce Logan
- Musique : L.Loren Newkirk
- Montage : Caroline Biggerstaff
- Société de production : New World Pictures et TBC
- Durée : 85 minutes
- Pays :  États-Unis
- Genre : Drame et thriller
- Date de sortie en salles :
  - États-Unis : avril 1976
  - France : 4 mai 1977
- Film interdit aux moins de 16 ans lors de sa sortie en salles en France

## Distribution
- Yvette Mimieux : Dinah Hunter
- Tommy Lee Jones : Coley Blake
- Cliff Emmerich : Mr. Bigelow
- Howard Hesseman : David
- Robert Carradine : Bobby Ray